# Klaus Werner Pusch
Klaus Werner Pusch (* 4. Oktober 1949 in München) ist ein deutscher Jazzmusiker (Trompete, Flügelhorn, Komposition).

## Wirken
Pusch studierte in Heidelberg sowie in New York (1978–1979) und Berlin Rechtswissenschaften (absolvierte das zweite Staatsexamen) und Musik. 1978 und 1979 erhielt er in New York bei Bill Hardman Privatunterricht in der improvisatorischen Stilistik und Phrasierung von Clifford Brown. Zwischen 1982 und 1984 besuchte er die Swiss Jazz School in Bern. In dieser Zeit leitete Pusch eigene Bands, mit denen er auch eigene Alben veröffentlichte. Daneben kam es 1980 zur Gründung einer am Hard Bop orientierten Band mit Lothar Scharf, Ralf Rothkegel, Claus Krisch und Dieter Ilg. 
Heute ist er tätig als internationaler Projektberater und Unternehmer sowie Jazzmusiker und Komponist in Südafrika, aber auch in Bali, Deutschland und der Schweiz. Er ist seit 2007 Mitglied und Gesellschafter der Peter Herbolzheimer European Big Band Academy. Aktuell tritt er auch im Duo mit dem Gitarristen Gari Crawford auf.
Pusch erhielt 1976 und 1981 den zweiten Preis und 1983 den ersten Preis beim Wettbewerb anlässlich des Internationalen Jazzfestivals in San Sebastian (Spanien).

## Diskographische Hinweise
- Werner Pusch Quintett: My Destination (P & P 1980, mit Wilson de Oliveira, Peter Kosch, Jochen Schaal, Thomas Zahn)
- Kaleidoskope 1984 (Radio Studio Lausanne) mit John Voirol, Roland von Flüe, Fred Land, Tibor Elekes, Martin Müller, Peter Perfido
- Klaus-Werner Pusch & Harold Jefta Quintet Charlie Parker Meets Cape Town 1997
- Klaus-Werner Pusch & Mauro Senise: April in Rio (CD Baby 2008, mit Itamar Assiere, Paulo Russo, Ivan Conti)
- Klaus-Werner Pusch – Kirk Lightsey Ensemble: Ode for Pannonica (Bauer Studios 2018, mit Harold Jefta, Lukas Diller, Tibor Elekes, Norbert Pfammatter)